# Rigoberto Corredor Bermúdez
Rigoberto Corredor Bermúdez (* 5. August 1948 in Pereira, Kolumbien) ist emeritierter Bischof von Pereira.

## Leben
Rigoberto Corredor Bermúdez empfing am 18. November 1973 die Priesterweihe. Johannes Paul II. ernannte ihn am 26. Februar 1988 zum Titularbischof von Rusguniae und Weihbischof in Pereira.
Die Bischofsweihe spendete ihm der Bischof von Pereira, Darío Castrillón Hoyos, am 26. März desselben Jahres; Mitkonsekratoren waren José de Jesús Pimiento Rodriguez, Erzbischof von Manizales, und Alberto Giraldo Jaramillo PSS, Bischof von Cúcuta.
Am 30. November 1996 ernannte ihn der Papst zum Bischof von Buenaventura. Am 19. Dezember 2003 wurde er zum Bischof von Garzón ernannt. Benedikt XVI. ernannte ihn am 15. Juli 2011 zum Bischof von Pereira.
Papst Franziskus nahm am 4. Oktober 2024 Corredors altersbedingtes Rücktrittsgesuch an.